# Thomas von der Vring
Thomas von der Vring (ur. 27 maja 1937 w Stuttgarcie) – niemiecki polityk, historyk, ekonomista, politolog i nauczyciel akademicki, rektor Uniwersytetu w Bremie, poseł do Parlamentu Europejskiego I, II i III kadencji.

## Życiorys
Syn pisarza i malarza Georga von der Vringa (1889–1968) oraz jego żony Marianny. W 1957 zdał egzamin maturalny w Calw. W latach 1957–1963 studiował historię, socjologię, ekonomię i politologię na uniwersytetach w Monachium i Frankfurcie nad Menem. W 1963 na Uniwersytecie Johanna Wolfganga Goethego we Frankfurcie nad Menem obronił doktorat dotyczący historii związku zawodowego drukarzy. W 1968 habilitował się na podstawie pracy dotyczącej reformy wyborczej. Od 1963 do 1968 wykładał politologię na Uniwersytecie Technicznym w Hanowerze. W latach 1970–1974 był rektorem nowo założonego Uniwersytetu w Bremie, następnie do 1979 pracował tam jako wykładowca ekonomii. Publikował liczne prace naukowe.
Zaangażował się w działalność polityczną w ramach Socjaldemokratycznej Partii Niemiec. Należał do jej młodzieżówek Sozialistischen Deutschen Studentenbund i Jusos, gdzie od 1969 do 1970 był wiceprzewodniczącym. Od 1974 należał do egzekutywy SPD w kraju związkowym Brema. W 1979 został po raz pierwszy wybrany do Parlamentu Europejskiego, w 1984 i 1989 uzyskiwał reelekcję. Przystąpił do grupy socjalistycznej. Był przewodniczącym Komisji Budżetowej (1989–1994), a także członkiem Komisji ds. Polityki Regionalnej i Planowania Regionalnego. Po zakończeniu kadencji do czasu przejścia na emeryturę 2000 ponownie wykładał na bremeńskiej uczelni, od 1996 był również przewodniczącym rady nadzorczej Radio Bremen.